# جان اس. رابرتسون
جان استوارت رابرتسن (انگلیسی: John Stuart Robertson؛ ‏ ۱۴ ژوئن ۱۸۷۸ – ۵ اکتبر ۱۹۶۴) یک هنرپیشه و کارگردان فیلم اهل کانادا بود.

## گزیده فیلم‌شناسی
- مبارزه (فیلم ۱۹۱۶) (1916)
- دکتر جکیل و آقای هاید (فیلم ۱۹۲۰) (۱۹۲۰)
- بومرنگ عشق (۱۹۲۲)
- جید اسپانیایی (۱۹۲۲)